# 9152 Combe
9152 Combe eller 1980 VZ2 är en asteroid i huvudbältet som upptäcktes den 1 november 1980 av den amerikanska astronomen Schelte J. Bus vid Palomarobservatoriet. Den är uppkallad efter Jean-Philippe Combe.
Asteroiden har en diameter på ungefär 5 kilometer och den tillhör asteroidgruppen Erigone.